# Phlegmariurus acutus
Phlegmariurus acutus är en lummerväxtart som först beskrevs av Rolleri, och fick sitt nu gällande namn av B. Øllg. Phlegmariurus acutus ingår i släktet Phlegmariurus och familjen lummerväxter. Inga underarter finns listade i Catalogue of Life.